# The Pickup
The Pickup är en amerikansk actionkomedifilm som hade premiär på strömningstjänsten Prime Video den 6 augusti 2025. Filmen är regisserad av Tim Story efter ett manus skrivet av Kevin Burrows och Matt Mider.

## Handling
En vanlig kontanthämtning spårar ur när de två värdetransportförarna Russell (Eddie Murphy) och Travis (Pete Davidson) blir överfallna av ett gäng kriminella.

## Rollista (i urval)
- Eddie Murphy - Russell
- Pete Davidson - Travis
- Keke Palmer - Zoe
- Eva Longoria
- Jack Kesy
- Marshawn Lynch
- Roman Reigns
- Andrew Dice Clay
- Ismael Cruz Córdova